# Статен-Айленд Ферри

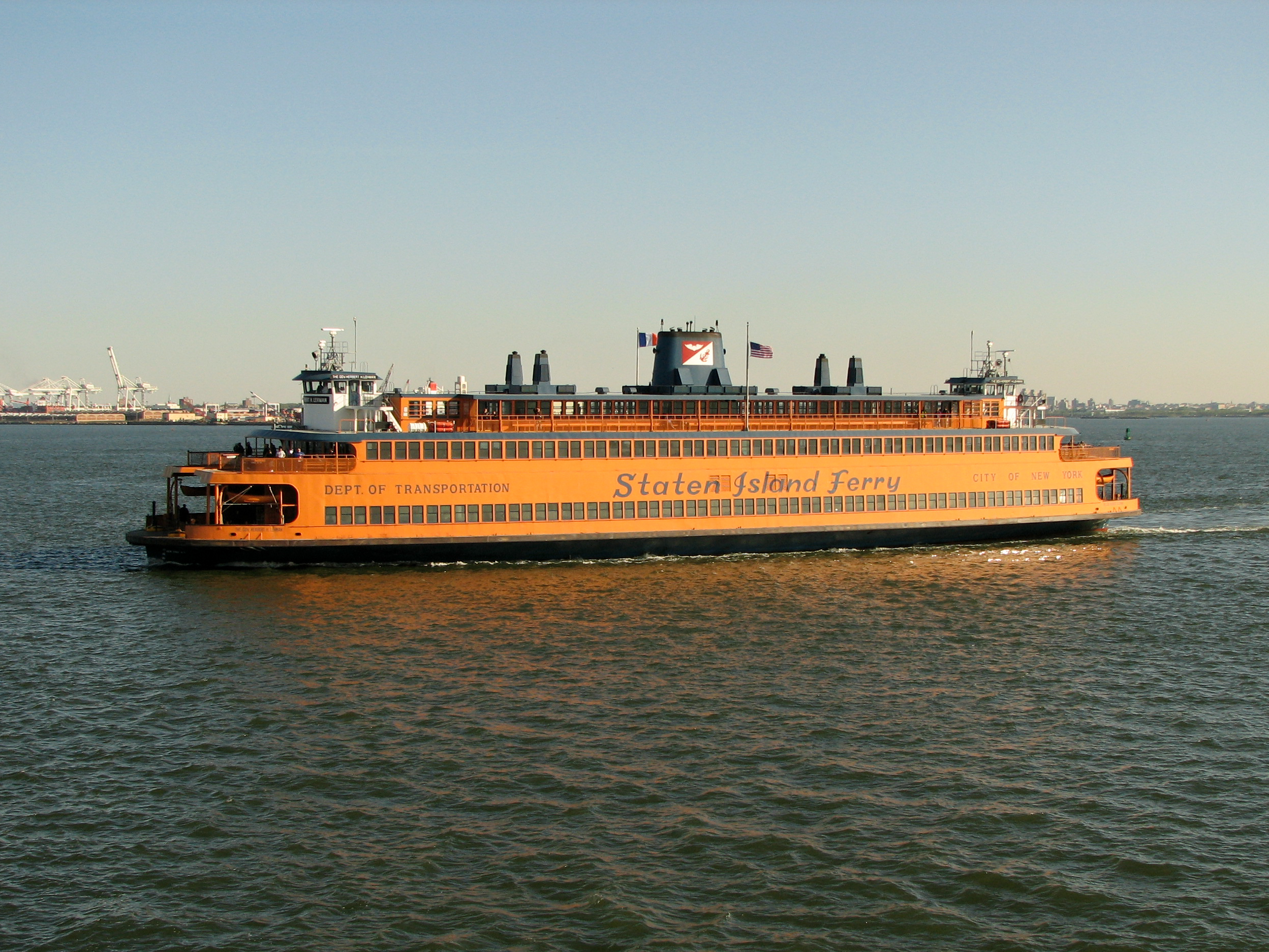
Паром Статен-Айленд Ферри проплывает мимо моста Верразано

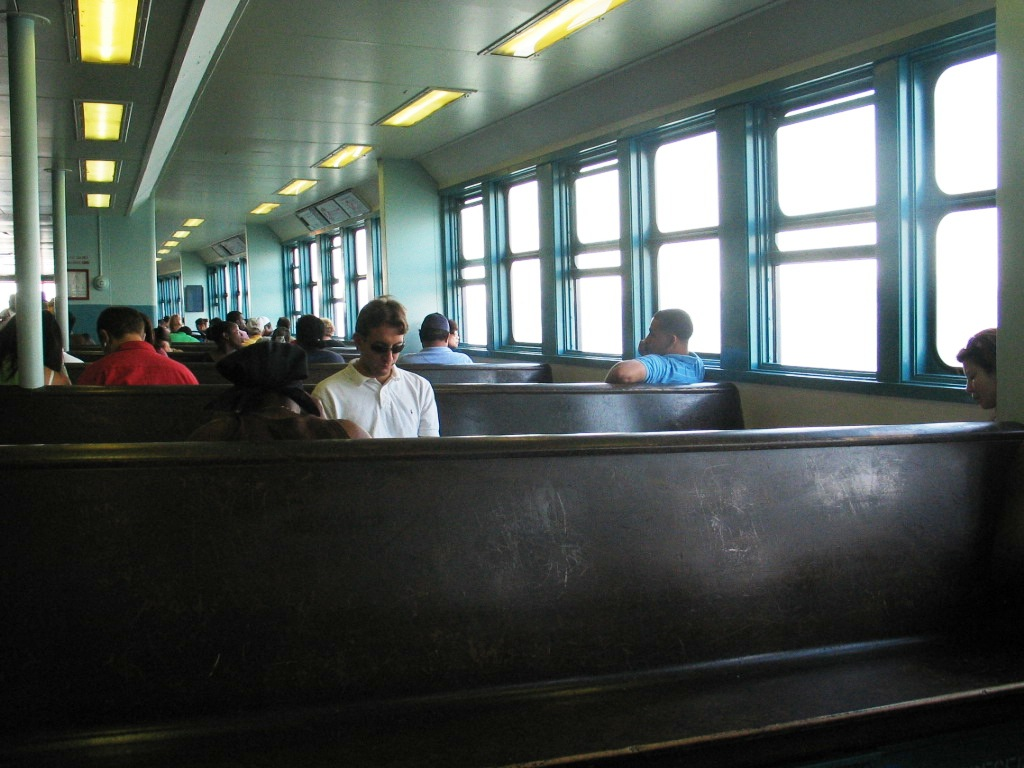
Интерьер парома

Статен-Айленд Ферри (англ. Staten Island Ferry) — пассажирская паромная переправа, корабли которой совершают регулярные рейсы между районами Нью-Йорка — Манхэттеном и Статен-Айлендом. Переправа находится под управлением департамента транспорта штата.
Северная конечная точка переправы находится на самой южной точке Манхэттена, именуемой «Саут-Ферри», рядом с пересадочным узлом метро Уайтхолл-стрит – Саут-Ферри, а южная конечная точка переправы находится на самой северной точке Статен-Айленда, именуемой Сент-Джордж, в терминале, общем для парома и для Железной дороги Статен-Айленда.
Протяжённость — 8,4 км, время одной переправы — около 25 минут. Во время часов пик рейсы отправляются каждые 15—20 минут, в межпиковое время — каждые 30 минут. Поздним вечером и ранним утром паромы отправляются каждый час. По выходным интервалы составляют 30 и 60 минут. В ноябре 2006 года в выходные дни по утрам интервалы снизились до 30 минут.
На сегодняшний день переправа бесплатна для пассажиров. Во время стоянки на конечной пассажиры должны покинуть корабль и пройти через здание терминала, даже если они планируют остаться на обратный рейс. Это делается во избежание перегруза. Велосипеды перевозить разрешено на нижней палубе парома. Ранее паромы были также оборудованы для перевозки автомобилей, эта услуга обходилась их владельцам в 3 доллара, однако после терактов 11 сентября 2001 года въезд на паром на автомобиле запрещён.

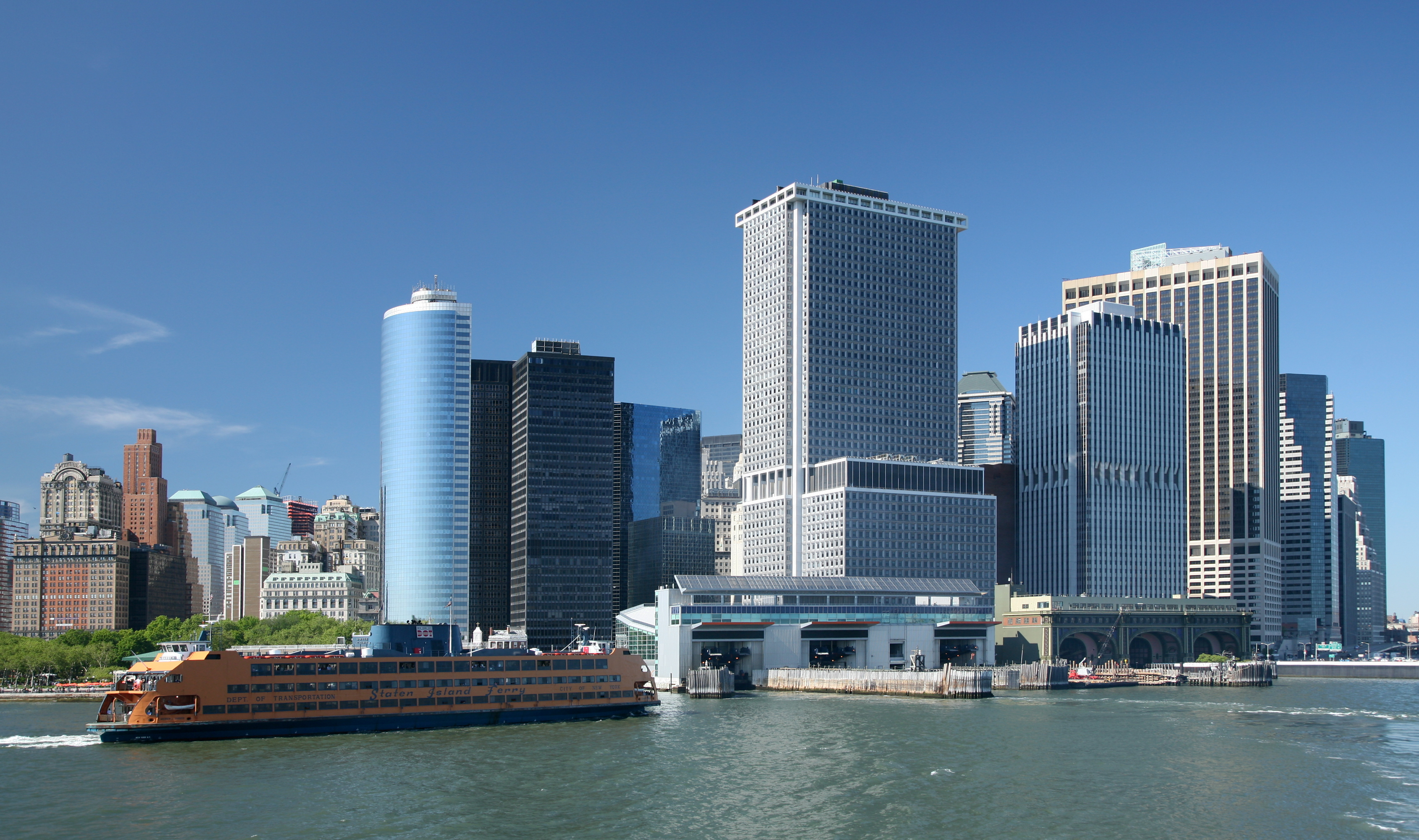
Паром подплывает к терминалу на юге Манхэттена

Этот паром перевозит около 22 миллионов пассажиров в год, что делает его крупнейшей в мире чисто пассажирской паромной линией и наиболее загруженным паромным маршрутом в США.

## Классы паромов

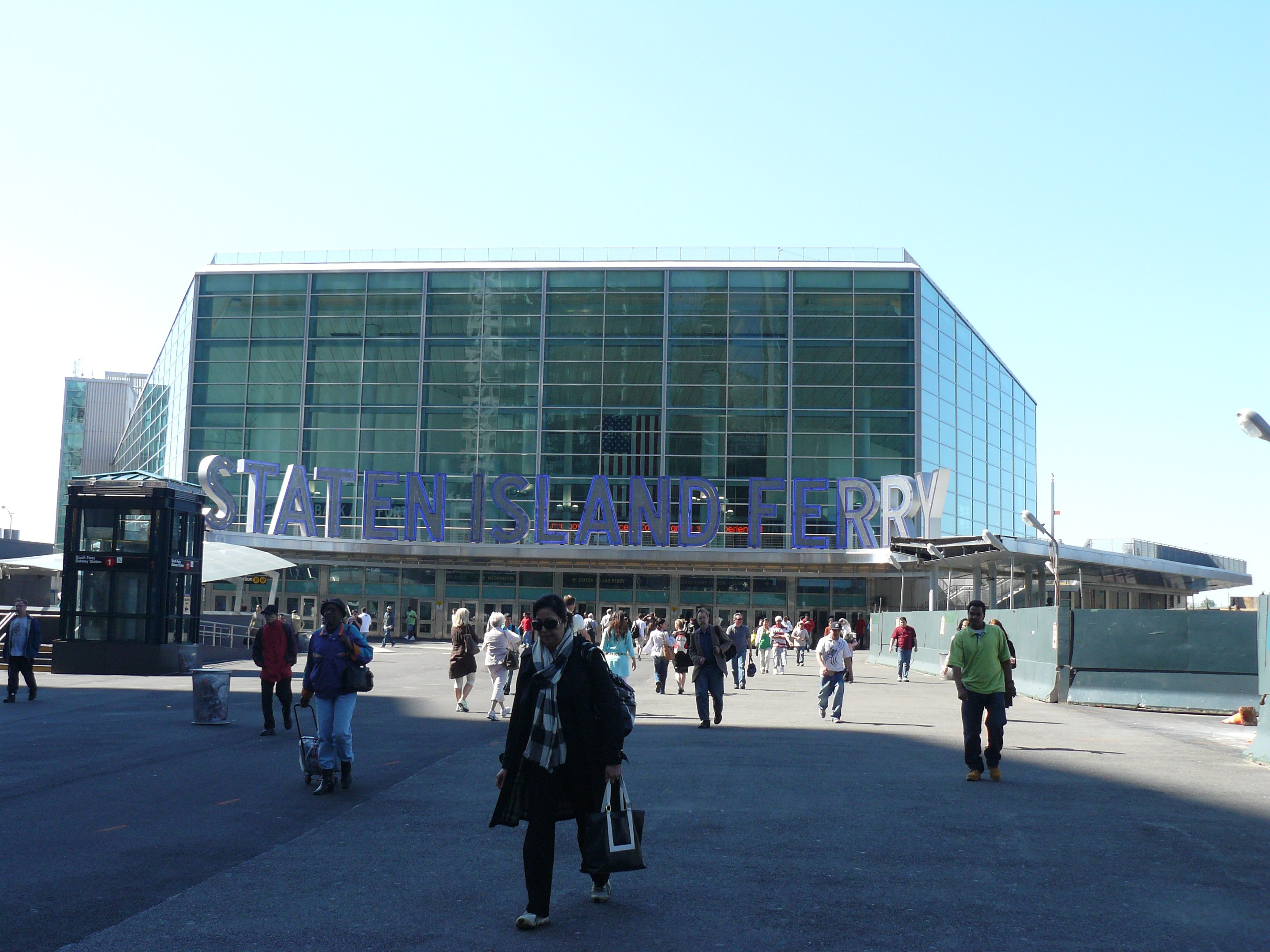
Манхэттенский терминал парома

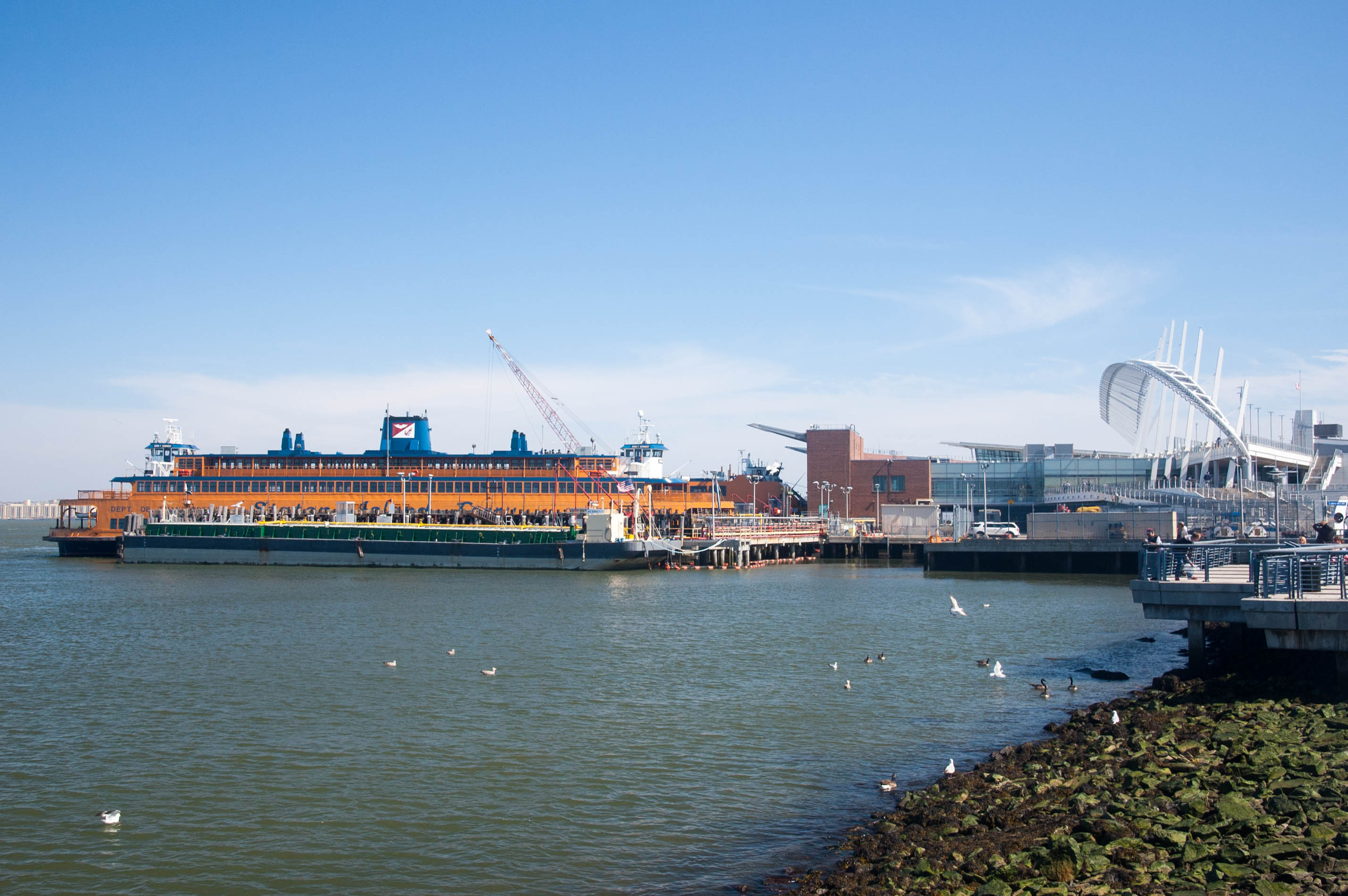
Паром пришвартован у терминала Статен-Айленда

Маршрут обслуживается восемью паромами четырёх классов:
- Кеннеди (Kennedy)
  - John F. Kennedy
  - American Legion (снят с линии)
  - Governor Herbert H. Lehman (снят с линии)
- Барбери (Barberi)
  - Andrew J. Barberi
  - Samuel I. Newhouse
- Остин (Austen)
  - Alice Austen
  - John A. Noble
- Молинари (Molinari)
  - Guy V. Molinari
  - Sen. John J. Marchi
  - Spirit of America

## Историческая справка
В XVIII веке паромная переправа с острова Статен-Айленд в город Нью-Йорк, который тогда умещался на южной конечности острова Манхэттен, осуществлялась частными предпринимателями. Для этого они использовали двухмачтовый парусник. В начале XIX века вице-президент и бывший губернатор штата Нью-Йорк Даниэль Д. Томкинс в рамках проекта создания поселения Tompkinsvill предоставил компании Richmond Turnpike, которая собиралась строить дорогу через Статен-Айленд, право на паромную перевозку со Статен-Айленда в город Нью-Йорк. Эта компания и является предшественником паромной переправы Staten Island Ferry.
В 1817 году компания «Richmond Turnpike» выпустила на линию первые моторизированные паромы, следовавшие из Статен-Айленда в Нью-Йорк. Поначалу это были пароходы «Наутилус». Командовал движением капитан Джон Де Форест, родственник молодого Корнелиуса Вандербильта. В 1838 году последний выкупил компанию. За исключением короткого периода в 1850-х, он был значимой личностью в паромной переправе Нью-Йорка до начала войны между Севером и Югом США (1862—1863). В то время Корнелиус Вандербильт продал паромную компанию ведомству железной дороги Статен-Айленда, которой управлял Джекоб Вандербильт (брат Корнелиуса).
Позднее все три парома Статен-Айленд на время войны были реквизированы армией. В 1884 году паром Статен-Айленд Ферри куплен железной дорогой Балтимора и Огайо, хозяином которой был Вандербильт, управлять паромными перевозками начала железнодорожная компания Статен-Айленда.